# Pic de Morrano
El Pic de Morrano és una muntanya que es troba en límit comarcal entre els termes municipals de la Vall de Boí (Alta Ribagorça) i la Torre de Cabdella (Pallars Jussà), en el límit del Parc Nacional d'Aigüestortes i Estany de Sant Maurici i la seva zona perifèrica.

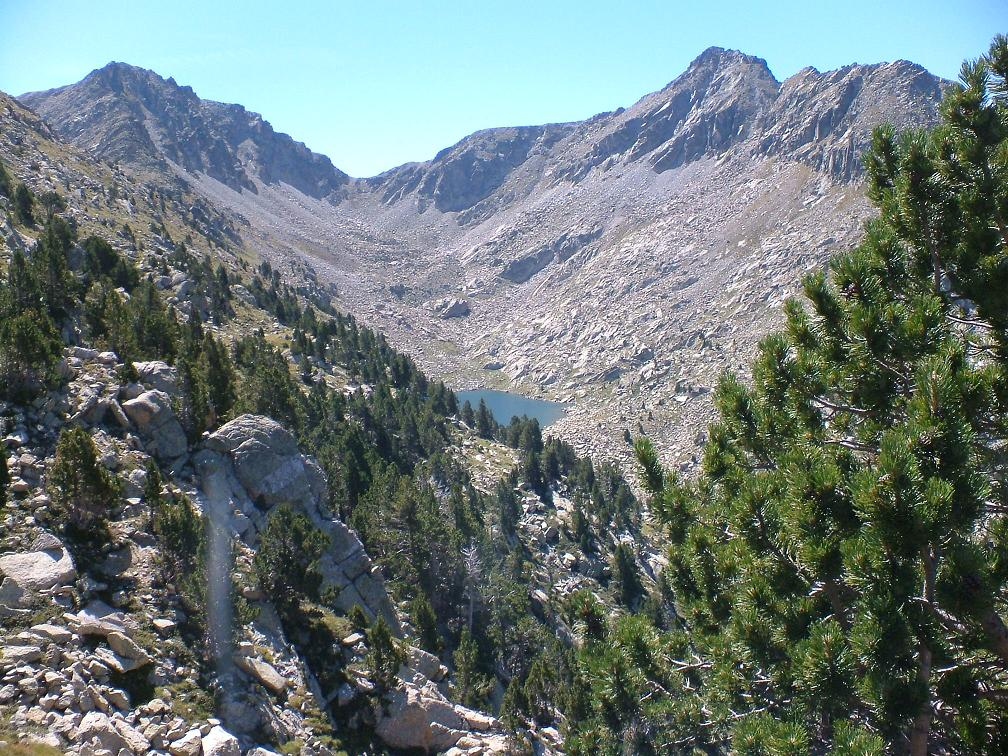
La vall de Morrano: el pic de Morrano a la dreta

«Possiblement el nom és l'equivalent ibero-aquità del romànic morro».
El cim, de 2.813,5 metres, s'alça en el punt d'intersecció de les carenes que delimiten la Vall de Morrano (N), la Vall de les Mussoles (O) i el Circ de Cogomella (SE); amb la Collada de Morrano a l'est, la Serra de les Mussoles al nord-oest i el Cap de Reguera al sud.

## Rutes
Dos són els colls des d'on es pot iniciar l'ascens final al cim:
- La Collada de Morrano.
- El coll situat entre els pics de Morrano i de Reguera, que comunica la Vall de les Mussoles amb el circ de Cogomella.